# Воронченко, Игорь Александрович
Игорь Александрович Воронченко (род. 22 августа 1964, Бабаи, Харьковский район) — украинский военачальник. Командующий Военно-морскими силами Украины (2 июля 2016 — 11 июня 2020). Главный инспектор Министерства обороны Украины с 11 июня 2020 года, адмирал (2018).

## Биография
Игорь Воронченко родился в посёлке городского типа Бабаи, Харьковская область. Окончил Ташкентское высшее танковое командное училище, после чего проходил службу в Группе советских войск в Германии, где командовал танковым взводом. В 1988 году вернулся в Советский Союз, служил в Белорусском военном округе на должностях командира танковой роты и начальника штаба танкового батальона.
После распада СССР прибыл на Украину и проходил службу в Национальной гвардии Украины в Харькове. С 1998 по 2003 год на территории Автономной республики Крым командовал полком, изначально относившимся к 7-й дивизии НГУ, а впоследствии преобразованным в 501-й отдельный механизированный полк (в/ч А0669).
Указом президента Украины № 670/2013 от 6 декабря 2013 года Игорю Воронченко было присвоено звание «генерал-майор».
Во время аннексии Крыма Россией занимал пост заместителя командующего флотом по береговой обороне. Во время проведения АТО был заместителем руководителя операции курирующим Луганскую область. Впоследствии занимал должность начальника Главного управления персонала Генштаба.
После того, как президент Украины в апреле 2016 года отправил в отставку командующего ВМС Сергея Гайдука, Воронченко фигурировал в прессе как кандидат на должность командующего ВМС Украины.
25 апреля 2016 года президент Украины Пётр Порошенко назначил исполняющим обязанности командующего Военно-морскими силами Украины генерал-лейтенанта Игоря Воронченко.
2 июля 2016 года президент Украины Пётр Порошенко назначил Игоря Воронченко командующим Военно-морскими силами Вооружённых сил Украины с присвоением ему воинского звания
вице-адмирал.
11 июня 2020 года президент Украины Владимир Зеленский освободил Игоря Воронченко от должности Командующего Военно-морскими силами Украины. В тот же день назначен на должность Главного инспектора Министерства обороны Украины.

## Отличия и награды
- Орден Данилы Галицкого[8]
- Медаль «За безупречную службу» III степени
- Отличие Министерства обороны Украины «Доблесть и честь»
- Медаль «За добросовестную службу» I степени
- Медаль «10 лет Вооружённым силам Украины»
- Медаль «15 лет Вооружённым силам Украины»
- Медали СССР
- Национальный орден Французской Республики «За заслуги»[9]